# Messerschmitt Bf 108 Taifun
Pour les articles homonymes, voir Messerschmitt.
Le Messerschmitt Bf 108 Taifun est un avion quadriplace monomoteur développé par Willy Messerschmitt, ingénieur en chef de la BFW (Bayerische Flugzeugwerke) à Augsbourg en Allemagne. 

Le surnom de Taifun (typhon) lui fut donné par l'aviatrice allemande Elly Beinhorn, lors de son raid Gleiwitz-Berlin-Istanbul le 13 août 1935.

## Historique

### Concours international
La conception du Bf 108 est directement liée au Challenge international de tourisme 1934. En effet, en septembre 1933 le Reichsluftfahrtministerium (RLM), le ministère de l'aviation allemand, demande à trois constructeurs, Bayerische Flugzeugwerke (futur Messerschmitt AG), Fieseler et Klemm, de concevoir chacun un appareil pour participer à ce challenge.
Le projet M-37 de Messerschmitt est prêt après seulement sept mois et reçoit la dénomination « Bf 108 ». Six appareils sont construits et inscrits pour le Challenge. Le prototype effectue son premier vol le 13 juin 1934 mais s'écrase en juillet, tuant son pilote. Sur les cinq appareils restants, quatre participent au challenge ; un appareil est avarié pendant les épreuves d'atterrissage à vitesse minimale. Bien qu'ils dominent certaines épreuves techniques (vitesse, consommation), les trois Bf 108 restants finissent 5e, 6e et 10e. Ces résultats modestes handicapent les ventes et le succès escompté n'arrive pas malgré le record établi par Elly Beinhorn le 13 août 1935 qui parcourt les 3 750 km du vol Gleiwitz-Berlin-Istanbul en seulement 13 h 30 min. Le principal handicap du Bf 108 est son coût, bien trop élevé pour les aéroclubs.

### Avion de liaison
Ce n'est qu'en 1936 que le succès arrive pour le Bf 108, choisi par la Luftwaffe comme avion de liaison. Par la suite quelques entreprises l'utilisent comme avion d'affaires et des particuliers s'illustrent en battant des records faisant ainsi la une des journaux. Sept avions sont produits à Augsbourg en 1936, puis la production est déménagée et reprend à Ratisbonne en 1938 (175 avions). Le Bf 108 a été utilisé pendant la Seconde Guerre mondiale par la Luftwaffe comme avion de liaison et de transport de personnel, ainsi que par de nombreux autres pays. Fin 1940, Messerschmitt entreprend de développer une nouvelle version baptisée D-1 optimisée pour les usages de la Luftwaffe, elle entre en production à l'automne 1941. Entre 1934 et 1942 529 Me-108 seront construits en Allemagne.
À partir de 1941 des études sont entreprises pour développer une version modernisée dotée d'un train tricycle rentrant. Cette évolution baptisée Me 208 ne sera pas produite à cause de la situation de l'Allemagne à cette époque.

### Production en France
En février 1942, la production est transférée en France, aux Mureaux dans les usines de la Société nationale de constructions aéronautiques du Nord mais la production en série met du temps à se mettre en marche. Pendant l'Occupation, le Bf 108 est fabriqué sous licence à environ 170 exemplaires en tant que Bf 108 D1, qui sera rebaptisé Nord 1000 Pingouin après la libération, et Nord 1001 et 1002 avec un moteur Renault. La SNCAN est aussi chargée de finir le développement du Me 208. Le premier prototype est détruit dans le bombardement de l'usine de Sartrouville peu avant le débarquement, le second volera après la Libération sous la responsabilité du constructeur français (Nord 1100).

## Description
Le Messerschmitt M-37, renommé Bf 108, est très en avance pour son époque, si on le compare au vainqueur du Challenge international de tourisme 1934, le RWD-9, un avion polonais à aile haute haubanée « bois et toile » (à structure bois entoilée), moteur en étoile et train fixe. Le Bf 108 est un monoplan à aile basse à train rentrant, moteur en ligne. Son fuselage est préfabriqué en aluminium et de type monocoque. Le revêtement des ailes est assemblé par rivets à têtes fraisés par embrèvement (la tête du rivet est noyée dans la voilure), sans aucune aspérité.
Ses ailes mono-longeron supportent une forte charge alaire (pour l'époque) et sont équipées de becs à fente (brevet Handley Page) et de volets de courbure. L'avion a été conçu sans ailerons pour obtenir le maximum de portance à basse vitesse, les volets occupant tout le bord de fuite de l'aile ; la commande de roulis se fait par spoilers. À la suite du crash du prototype immatriculé D-IBUM, les autres prototypes du Challenge International seront modifiés en urgence pour recevoir des ailerons (très courts, environ 43 cm d'envergure) en plus des spoilers. Les becs à fente occupent également tout le bord d'attaque, en deux parties. La partie externe est dite automatique (le bec sort tout seul à basse vitesse), la partie interne est commandée avec les volets. Les avions de série auront des ailerons plus grands, les spoilers et les becs internes seront supprimés.
Le train classique à voie étroite est rétractable, à roues tirées sur les prototypes, équipé d'amortisseurs hydrauliques ; les pilotes de l'époque n'étant pas encore familiers des trains rentrant, des avertisseurs optiques et sonores avaient été installés pour éviter les atterrissages train rentré.
Quelques-unes de ses caractéristiques (construction en aluminium monocoque par assemblage des deux demi-fuselages, ailes à volets à fentes et becs de bord d'attaque, train à voie étroite) se retrouvent sur le Messerschmitt Bf 109, conçu à la même époque.

## Versions

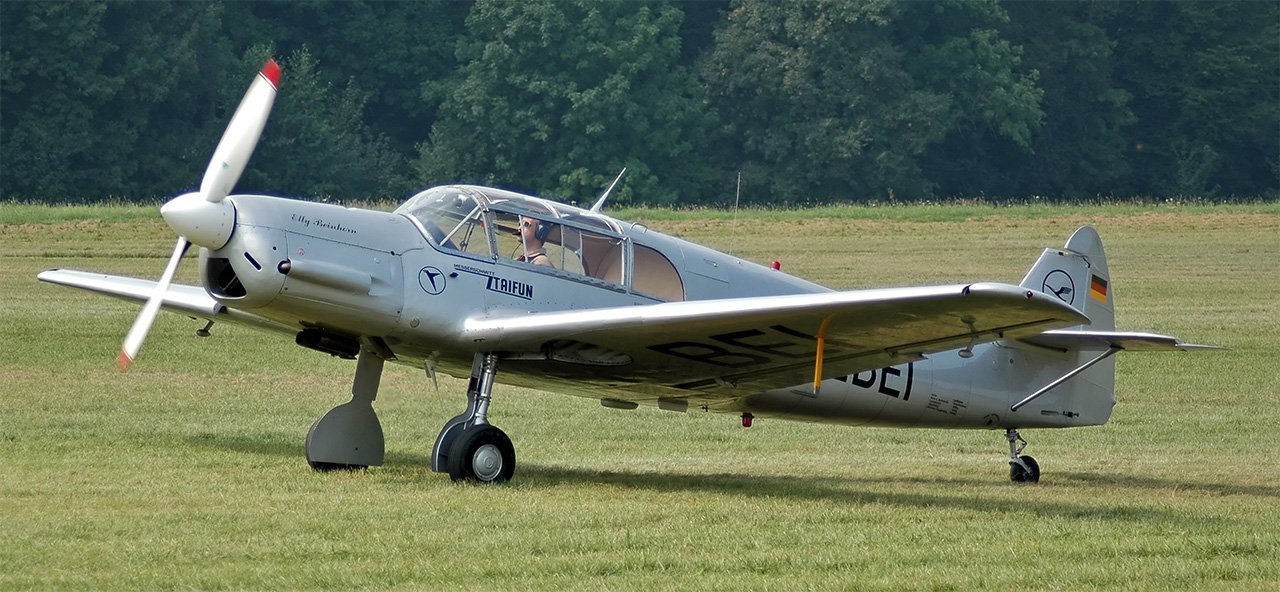
BF 108 Taifun

- Bf 108 ou Bf 108 A : Première version de l'appareil, de construction très légère (masse à vide 560 kg, maximum autorisé pour concourir au IVe Challenge International des Avions de Tourisme (septembre 1934). L'aile est caractérisée par le montage de dispositifs hypersustentateurs : becs de bord d'attaque à fente Handley-Page sur toute l'envergure, volets de courbure sur 90 % du bord de fuite. Petits ailerons en bout d'aile dont l'action est complétée à basse vitesse par des "clapets" (spoilers) d'environ 0,10 × 1,00 m à débattement différentiel[1]. Les premiers modèles furent équipés de différents moteurs, Hirth 240 ch ou Argus 220 ch. Ils participèrent à de nombreuses compétitions, où ils brillèrent par leurs performances. La plage de vitesse mini-maxi mesurée pendant le Challenge International allait de 69 à 291 km/h pour le BF 108 no 14 du pilote Theo Osterkamp[2]. Seuls six appareils de ce type furent produits.
- Bf 108 B : Construit à partir de 1935, ce modèle renforcé et plus lourd (750 kg) reçoit une aile plus classique (ailerons plus grands, suppression des spoilers, becs de bord d'attaque plus courts) et des moteurs plus puissants, Argus AS 10 C ou E (240 ch), il reçoit aussi en option une hélice à pas variable.
- Bf 108 D1 : Version modifiée pour la Luftwaffe, dont la plus grande partie fut construite en France pendant l'occupation.
- Me 208 : doté d'un train d'atterrissage tricycle rétractable. Seuls deux exemplaires furent construits.
- Aldon Mk-I : deux Bf-108 confisqués à l'ambassade d'Allemagne par le Royaume-Uni lors de la déclaration de guerre.
- UC-44 : Réquisitionnés par les États-Unis. Ils servirent principalement au transport d’état-major et aux liaisons rapides.

## Suisse
Pour instruire ses pilotes en vue du pilotage des Messerschmitt Bf 109 D la troupe d'aviation suisse achète quinze Bf 108. À ces quinze avions se sont ajoutés un autre acheté à Max Fiedler de Zurich et deux avions posés pendant la guerre et internés. Ces deux avions seront achetés après guerre auprès de la commission de contrôle alliés. Cette flotte remplit son rôle à la perfection et n'est réformée en 1959 que parce que les conditions très dures d'exploitation en vols de formation (plus de 5000 vols par machine) font apparaitre des traces de vieillissement sur le tiers extérieur des ailes et les vilebrequins qui ont tendance à se rompre. L'avion immatriculé A-208 est remis en 1960 au professeur Willy Messerschmitt pour être exposé au musée de l'air de Bavière. Trois avions et deux moteurs sont conservés et les autres détruits. Le A-210 est exposé au Musée suisse des transports de Lucerne.

### Développement lié
- Messerschmitt Bf 109
- Nord 1100 Noralpha (pour le Me 208)

### Aéronefs comparables
- RWD-9
- Fieseler Fi 97
- Klemm Kl 36 (en)

### Ordre de désignation
Bf 108 - Bf 109 - Bf 110